# Monster High (serie animata 2010)
Monster High è una webserie d'animazione del 2010, ispirata all'omonima linea di fashion doll creata da Mattel. È stata pubblicata sul canale ufficiale di Monster High su YouTube dal 5 maggio 2010 al 30 ottobre 2015.
La serie ha avuto un sequel, la miniserie Monster High: Adventures of the Ghoul Squad, diretta da Dan Fraga e Villads Spangsberg, distribuita sempre su YouTube tra il 2017 e il 2018.

## Trama
La serie segue un gruppo di adolescenti, figli dei mostri e altre creature mitiche, che frequentano una scuola per mostri.

## Episodi
| Stagione         | Episodi | Prima visione USA | Prima visione Italia |
| ---------------- | ------- | ----------------- | -------------------- |
| Prima stagione   | 27      | 2010-2011         | 2010-2011            |
| Seconda stagione | 36      | 2011              | 2012-2015            |
| Terza stagione   | 61      | 2011-2013         |                      |
| Quarta stagione  | 30      | 2013-2014         |                      |
| Quinta stagione  | 10      | 2014-2015         |                      |
| Sesta stagione   | 6       | 2015              |                      |

## Produzione
Le fashion doll originali della linea Monster High sono state create da Garrett Sander, con illustrazioni di Kellee Riley e Glenn Hanson. I personaggi sono ispirati ai mostri della Universal e ad altre creature fantastiche.
L'animazione 2D è stata prodotta da Wildbrain Entertainment dal lancio della serie fino al 2013 e da allora in poi da 6 Point Harness, sebbene Top Drawn Animation sia stata continuamente assunta da entrambe le società per del lavoro secondario dopo aver succeduto Caboom. Le registrazioni audio dei dialoghi e le musiche della serie web sono state curate da Salami Studios.

## Monster High: Adventures of the Ghoul Squad
Tra il 2017 e il 2018 viene distribuita la miniserie televisiva Monster High: Adventures of the Ghoul Squad, diretta da Dan Fraga e Villads Spangsberg e sequel della serie animata Monster High. La miniserie vede protagoniste Draculaura, Frankie, Clawdeen e le loro "mostramiche", che formano la Ghoul Squad e che viaggiando in luoghi esostici, risolvono misteri e salvano mostri che si nascondono dal mondo. La miniserie è composta da un totale di dieci puntate del 2017 più la puntata conclusiva del 2018 in quattro parti Howliday Edition. Le puntate della miniserie raggiungono gli oltre 5 milioni di visualizzazioni.